# 개간전의 규례
개간전의 규례(開墾田-規例)는 973년(고려 광종 24)부터 시행된 새로 개간한 땅에 대한 조세법(租稅法)이다.

## 고려의 규례
고려 이전에는 개간전은 방임하였으나 고려에서는 973년 음력 12월에 전시과(田柴科)의 법에 따라 개간전이 사전(私田)이면 2년째부터 전주(田主)와 반분하고, 공전(公田)이면 4년째부터 법에 따라 조세(租稅)를 납입토록 규정했다. 992년(성종 11) 세율 규정에 따라 사전은 4분의 2로 1결(結) 4섬, 공전은 4분의 1로 1결 2섬씩 규정했다. 1111년(예종 6)에는 사전으로서 개간 기간이 3년이면 3년째부터 전주와 반분하고, 개간기간이 2년이면 2년째부터 4분의 1을 전주에게 주고, 개간기간 1년이면 3분의 1을 전주에게 주도록 개정했다.

## 조선의 규례
조선시대에는 1401년(태종 1) 상호군(上護軍) 심구령(沈龜齡)·감무(監務) 정분(鄭芬) 등의 건의에 따라 개간전에 과세하였고, 1471년(태종 17)에는 해변 및 도서 지방의 신간전은 전안(田案)에 정전(丁田)으로 편입시켜 과세하였다. 1457년(세조 3) 미간지 개척의 필요에 비추어 미간지 개척법(未墾地開拓法)을 정하고 평안·황해·강원 3도를 개간시켰으며 법에 따라 과세했다.

## 같이 보기
- 고려의 토지제도
- 조선의 토지제도